# Atherigona delta
Atherigona delta este o specie de muște din genul Atherigona, familia Muscidae, descrisă de Adrian C. Pont în anul 1981. Conform Catalogue of Life specia Atherigona delta nu are subspecii cunoscute.